# Jamie Saft
Jamie Saft (ur. 1971 w Nowym Jorku) – amerykański muzyk jazzowy, związany z nowojorską sceną awangardową Downtown oraz Radical Jewish Culture. Często współpracuje z Johnem Zornem (m.in. jako członek Electric Masada). Łączy w swojej twórczości elementy jazzu, muzyki elektronicznej, metalu oraz muzyki klezmerskiej.

## Życiorys
Saft urodził się dzielnicy Queens w Nowym Jorku. Jego ojciec był prawnikiem, matka – dziennikarka – pisała m.in. dla „New York Timesa”. Już w wieku ok. 3 lat zaczął naukę gry na pianinie. Dorastał w okolicach New Haven w stanie Connecticut. Jako nastolatek słuchał przede wszystkim metalu (Black Sabbath, AC/DC, ZZ Top, Judas Priest), jednak dzięki ojcu kolegi ze szkoły zaczął się interesować jazzem. Skończył studia w New England Conservatory of Music i Tufts University.
Na początku lat 90. Saft zetknął się z muzyką Johna Zorna, kilka lat później przez przypadek go poznał. Jego pierwszy i większość późniejszych albumów została wydana przez wydawnictwa należące do Zorna – Avant i Tzadik. Współpracował m.in. z Zornem i innymi muzykami sceny New York Downtown, z Mikiem Pattonem i wieloma innymi muzykami reprezentującymi różne style muzyczne.
Saft jest założycielem i właścicielem wydawnictwa płytowego Veal Records. Ma żonę Vanessę i troje dzieci.

## Dyskografia
- Ragged Jack (1997, Avant)
- Sovlanut (2000, Tzadik)
- Breadcrumb Sins (2002, Tzadik)
- The Only Juan (z Jerrym Garnelli; 2002, Love Slave Records)
- Astaroth: Book of Angels Volume 1 (jako Jamie Saft Trio; 2005, Tzadik)
- Trouble: The Jamie Saft Trio Plays Bob Dylan (jako Jamie Saft Trio; 2006, Tzadik)
- Merzdub (2006, Caminante)
- Black Shabbis (2009, Tzadik)
- Borsht Belt Studies (2011, Tzadik)
- Nowness (z Jerrym Garnellim; 2014, Veal Records)
- The New Standard (2014, RareNoise Records)